# Curva del dragón

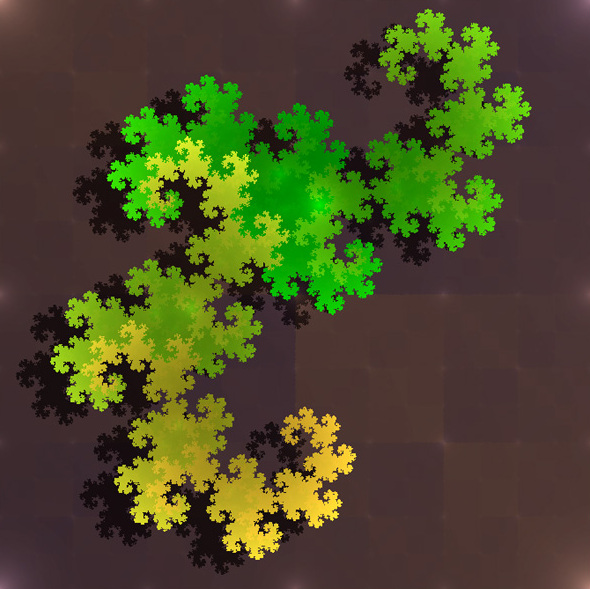
Curva del dragón de Heighway

Una curva de dragón es cualquier miembro de una familia de curvas fractales autosimilares, que pueden aproximarse mediante métodos recursivos como sistemas-L. También es conocida como la forma que se genera al doblar repetidamente una tira de papel por la mitad, aunque hay otras curvas que también se denominan de forma general curvas de dragón que se generan de manera diferente.

## Dragón de Heighway
El dragón de Heighway (también conocido como el dragón de Harter-Heighway o el dragón de Jurassic Park) fue investigado por primera vez por los físicos de la NASA John Heighway, Bruce Banks y William Harter. Fue descrito por Martin Gardner en su columna Scientific American "Juegos matemáticos" en 1967.
Muchas de sus propiedades fueron publicadas por primera vez por Chandler Davis y Donald Knuth. La figura aparecía en los títulos de los capítulos la novela de Michael Crichton Jurassic Park.

### Construcción

Construcción recursiva de la curva

Construcción recursiva de la curva

El dragón de Heighway se puede construir a partir de un segmento base, reemplazando repetidamente cada segmento por dos segmentos con un ángulo recto y con una rotación de 45° alternativamente a la derecha y a la izquierda:
El dragón de Heighway también es el conjunto límite del siguiente sistema iterativo de funciones en el plano complejo:
{\displaystyle f_{1}(z)={\frac {(1+i)z}{2}}}
{\displaystyle f_{2}(z)=1-{\frac {(1-i)z}{2}}}
con el conjunto inicial de puntos {\displaystyle S_{0}=\{0,1\}}.
Usando pares de números reales en su lugar, es lo mismo que las dos funciones que consisten en
{\displaystyle f_{1}(x,y)={\frac {1}{\sqrt {2}}}{\begin{pmatrix}\cos 45^{\circ }&-\sin 45^{\circ }\\\sin 45^{\circ }&\cos 45^{\circ }\end{pmatrix}}{\begin{pmatrix}x\\y\end{pmatrix}}}
{\displaystyle f_{2}(x,y)={\frac {1}{\sqrt {2}}}{\begin{pmatrix}\cos 135^{\circ }&-\sin 135^{\circ }\\\sin 135^{\circ }&\cos 135^{\circ }\end{pmatrix}}{\begin{pmatrix}x\\y\end{pmatrix}}+{\begin{pmatrix}1\\0\end{pmatrix}}}
Construcción paso a paso
La curva del dragón se construye siguiendo los siguientes pasos:
- A partir de un segmento, se construye un triángulo rectángulo e isósceles, como se muestra las dos primeras figuras. Luego se borra el segmento inicial.
- Se repite un sinfín de veces el proceso de reemplazar un segmento por otros dos para cada antiguo segmento de la curva, alternando siempre la orientación de los triángulos.

La siguiente figura muestra los trece primeros pasos:

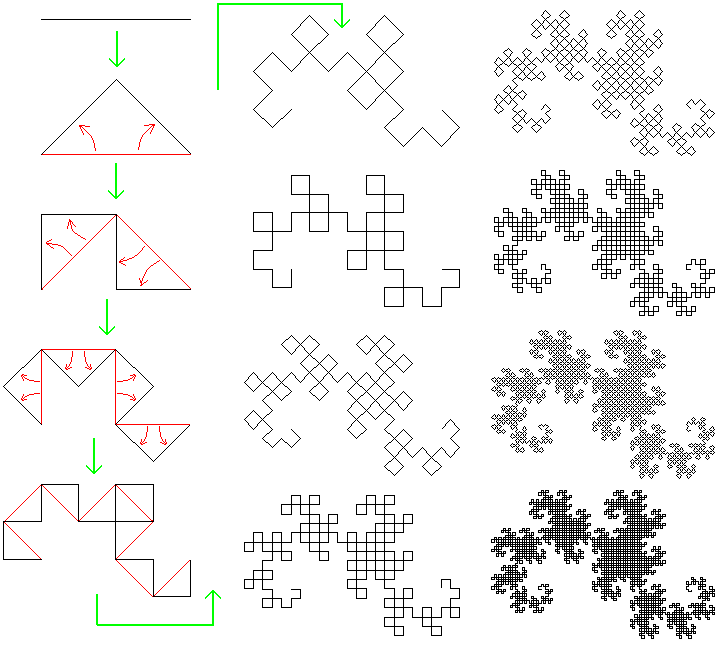
Formación de la curva del dragón

### [Des]plegado del dragón
La curva del dragón de Heighway puede ser construida mediante el doblado de una tira de papel, que es como se descubrió originalmente. Tómese una tira de papel y dóblese por la mitad hacia la derecha. Dóblese por la mitad nuevamente hacia la derecha. Si la tira se abre ahora, desdoblando cada pliegue para convertirlo en un giro de 90 grados, la secuencia de giro sería DchaDchaIzq, es decir, la segunda iteración del dragón de Heighway. Dóblese la tira por la mitad nuevamente hacia la derecha, y la secuencia de giro de la tira desplegada ahora es DDIDDII - la tercera iteración del dragón de Heighway. Se continua doblando la tira por la mitad hacia la derecha para crear más iteraciones del dragón de Heighway (en la práctica, la tira se vuelve demasiado gruesa para doblarla totalmente después de cuatro o cinco iteraciones).
Los patrones de plegado de esta secuencia de tiras de papel, como secuencias de pliegues a la derecha (D) e izquierda (I), son:
- 1.ª iteración: D
- 2.ª iteración: D D I
- 3.ª iteración: D D I D D I I
- 4.ª iteración: D D I D D I I D D D I I D I I

Cada iteración se puede encontrar copiando la iteración anterior, luego una D, luego una segunda copia de la iteración anterior en orden inverso con las letras I y D intercambiadas.

### Propiedades
- Se pueden ver muchas auto-similitudes en la curva del dragón de Heighway. La más evidente es la repetición del mismo patrón inclinado 45° y con una relación de reducción de {\displaystyle \textstyle {\sqrt {2}}}. Según estas autosemejanzas, muchas de sus longitudes son números racionales simples.

Teselado del plano mediante curvas de dragón

- La curva del dragón puede teselar el plano. Un posible enlosado reemplaza cada borde de un teselado cuadrado con una curva de dragón, utilizando la definición recursiva del dragón a partir de un segmento recto. La dirección inicial para expandir cada segmento se puede determinar a partir del color de las casillas de un tablero de ajedrez, disponiendo segmentos verticales en las casillas negras y fuera de las blancas, y expandiendo segmentos horizontales en casillas blancas y fuera de las negras.[4]
- Como curva de llenado del espacio que no se cruza a sí misma, la curva del dragón tiene dimensión fractal exactamente 2. Para una curva del dragón con una longitud de segmento inicial 1, su área es 1/2, como se puede ver en los teselados del plano.[2]
- El límite del conjunto cubierto por la curva del dragón tiene una longitud infinita, con dimensión fractal {\displaystyle 2\log _{2}\lambda \approx 1.523627086202492,} donde {\displaystyle \lambda ={\frac {1+(28-3{\sqrt {87}})^{1/3}+(28+3{\sqrt {87}})^{1/3}}{3}}\approx 1.69562076956} es la solución real de la ecuación {\displaystyle \lambda ^{3}-\lambda ^{2}-2=0.}[5]

Demostración

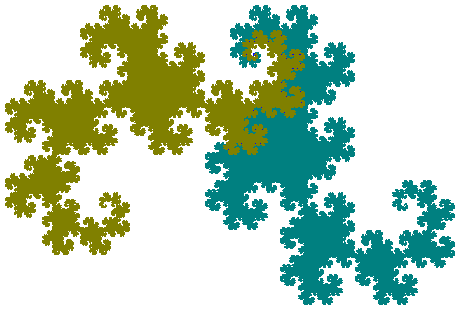
Homotecias internas del dragón

El dragón llega a rellenar completamente una parte del plano, por lo que su dimensión fractal debe ser 2. El cálculo de su dimensión se hace como en el copo de nieve de Koch, pues las construcciones de ambas curvas son similares.
En el primer paso de la construcción, se observa que a partir del segmento inicial se obtienen los otros catetos del primer triángulo mediante dos semejanzas (una es indirecta) de razón {\displaystyle {\tfrac {\sqrt {2}}{2}}}, de centros los extremos del segmento, y de ángulos {\displaystyle {\tfrac {\pi }{4}}} y {\displaystyle -{\tfrac {\pi }{4}}} radianes (o sea, 45°). Denomínense {\displaystyle s_{1}} y {\displaystyle s_{2}} estas dos similitudes. Por la construcción misma, la {\displaystyle n}-ésima figura obtenida en el proceso, {\displaystyle D_{n}}, es la reunión de las imágenes por {\displaystyle s_{1}} y {\displaystyle s_{2}} de la figura anterior {\displaystyle D_{n-1}}:
{\displaystyle D_{n}=s_{1}(D_{n-1})\cup s_{2}(D_{n-1})}
Tomando el límite de esta relación (cuando n tiende hacia +∞), y llamando {\displaystyle D=D_{\infty }} a la curva del dragón, se obtiene que:
{\displaystyle D_{n}=s_{1}(D)\cup s_{2}(D)}
Es decir, {\displaystyle D} es la reunión de dos copias de sí misma, a escala {\displaystyle {\tfrac {\sqrt {2}}{2}}={\tfrac {1}{\sqrt {2}}}}, como se puede ver en la figura de la derecha.
Por tanto, si se agranda D mediante una homotecia de razón {\displaystyle {\sqrt {2}}}, obtenemos dos veces D, a la misma escala.
Si D es de dimensión d, su "volumen" se obtiene multiplicado por {\displaystyle {\sqrt {2}}^{\ d}} mediante esta homotecia. Aquí se concluye que {\displaystyle {\sqrt {2}}^{\ d}=2}, y, por lo tanto, {\displaystyle d=2}.

## Dragón gemelo

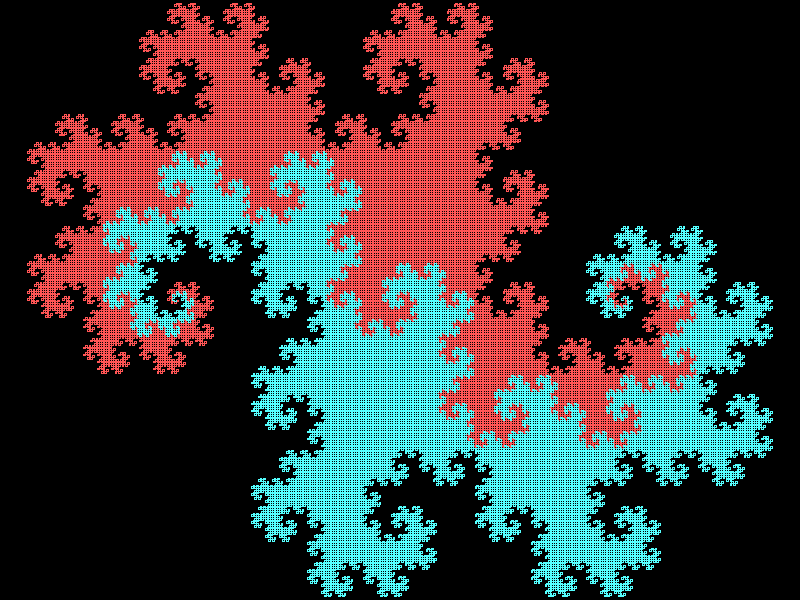
Curva del dragón gemelo construida a partir de dos dragones de Heighway

El dragón gemelo (también conocido como el dragón de Davis-Knuth) se puede construir colocando dos curvas de dragón de Heighway una detrás de la otra. También es el conjunto de límites del siguiente sistema de funciones iteradas:
{\displaystyle f_{1}(z)={\frac {(1+i)z}{2}}}
{\displaystyle f_{2}(z)=1-{\frac {(1+i)z}{2}}}
donde la forma inicial está definida por el siguiente conjunto {\displaystyle S_{0}=\{0,1,1-i\}}.
También se puede generar como un sistema-L; solo se necesita agregar otra sección en la cadena inicial:
- Ángulo 90°
- Cadena inicial FX + FX +
- Reglas de reescritura de cadenas
  - X ↦  X + YF
  - Y ↦  FX - Y

## Terdragón
El terdragón se puede generar como un sistema-L:
- Ángulo 120°
- Cadena inicial F
- Reglas de reescritura de cadenas
  - F ↦ F + F − F

La figura es generada por el conjunto de límites del siguiente sistema de funciones iteradas:
{\displaystyle f_{1}(z)=\lambda z}
{\displaystyle f_{2}(z)={\frac {i}{\sqrt {3}}}z+\lambda }
{\displaystyle f_{3}(z)=\lambda z+\lambda ^{*}}
{\displaystyle {\mbox{where }}\lambda ={\frac {1}{2}}-{\frac {i}{2{\sqrt {3}}}}{\text{ and }}\lambda ^{*}={\frac {1}{2}}+{\frac {i}{2{\sqrt {3}}}}.}

## Dragón de Lévy
La curva de Lévy C a veces se conoce como el dragón de Lévy.

## Variantes

Un poliominó dragón

Es posible cambiar el ángulo de giro de 90° a otros ángulos. Cambiar a 120° produce una estructura de triángulos, mientras que si se elige un giro de 60°, una curva de dragón discreta se puede convertir en un dragón poliominó. Al igual que las curvas de dragón discretas, los poliominós de dragón se acercan a la curva de dragón fractal cuando tienden al límite.

## Apariciones de la curva del dragón en conjuntos de soluciones
Habiendo obtenido el conjunto de soluciones de una ecuación diferencial lineal, cualquier combinación lineal de las soluciones, debido al principio de superposición, también obedecerá a la ecuación original. Es decir, se obtienen nuevas soluciones aplicando una función al conjunto de soluciones existentes. Esto es similar a cómo un sistema de funciones iteradas produce nuevos puntos en un conjunto, aunque no todos los sistema de funciones iteradas son funciones lineales.
En una línea conceptualmente similar, se puede llegar a un conjunto de polinomios de Littlewood mediante tales aplicaciones iteradas de un conjunto de funciones.
Un polinomio de Littlewood es aquel que: {\displaystyle p(x)=\sum _{i=0}^{n}a_{i}x^{i}\,} donde todo {\displaystyle a_{i}=\pm 1}.
Para algunos {\displaystyle |w|<1} se definen las siguientes funciones:
{\displaystyle f_{+}(z)=1+wz}
{\displaystyle f_{-}(z)=1-wz}
Comenzando en z = 0 se pueden generar todos los polinomios de Littlewood de grado d usando estas funciones iterativamente {\displaystyle d+1} veces. Por ejemplo: {\displaystyle f_{+}(f_{-}(f_{-}(0)))=1+(1-w)w=1+1w-1w^{2}}
Se puede ver que para {\displaystyle w=(1+i)/2}, el par de funciones anterior es equivalente a la formulación del sistema iterativo de funciones del dragón de Heighway. Es decir, el dragón de Heighway, iterado hasta una cierta iteración, describe el conjunto de todos los polinomios de Littlewood hasta cierto grado, evaluados en el punto {\displaystyle w=(1+i)/2}.
De hecho, al representar un número suficientemente alto de raíces de los polinomios de Littlewood, aparecen estructuras similares a la curva del dragón en puntos cercanos a estas coordenadas.